# Route principale 4 (Suisse)
Pour les articles homonymes, voir H4 et Route 4.
La Route principale 4 est une route principale suisse reliant Bargen (frontière allemande) à Brienzwiler. 

## Parcours
- Bargen
- Schaffhausen
- Bülach
- Kloten
- Zurich
- Adliswil
- Baar
- Zoug
- Cham
- Lucerne
- Sarnen
- Sachseln
- Col du Brünig
- Brienzwiler